# Прорыв года (Science)
«Прорыв года» — ежегодная премия, присуждаемая журналом Science, за наиболее значительные научные исследования и вклад в науку. Первоначально с 1989 года присуждалась Молекула года, с 1996 — Прорыв года. Прорыв года признаётся одной из высших наград в области науки.

## Молекула года
- 1989: Полимеразная цепная реакция и ДНК-полимераза[1]
- 1990: Производство синтетических алмазов[2]
- 1991: Бакминстерфуллерен[3]
- 1992: Оксид азота(II)[4]
- 1993: p53[5]
- 1994: Фермент репарации ДНК[6]

## Прорыв года
- 1996: Понимание ВИЧ[7]
- 1997: Овца Долли, первое клонированное млекопитающее, которое было получено путём пересадки ядра соматической клетки в цитоплазму яйцеклетки[8].
- 1998: Ускоренное расширение Вселенной[9]
- 1999: Стволовые клетки[10]
- 2000: Полная расшифровка генома человека[11]
- 2001: Нано-схема[12]
- 2002: РНК-интерференция[13]
- 2003: Тёмная энергия[14]
- 2004: Марсоход «Спирит» совершил посадку на Марс[15]
- 2005: Эволюция в действии[16]
- 2006: Доказательство гипотезы Пуанкаре[17]
- 2007: Генетическая изменчивость человека[18]
- 2008: Перепрограммирование клеток[19]
- 2009: Ардипитеки[20]
- 2010: Первая квантовая машина[21]
- 2011: Клинические испытания HPTN 052[22]
- 2012: Открытие Бозона Хиггса[23]
- 2013: Иммунотерапия рака[24]
- 2014: Миссия Розетты[25]
- 2015: Технология редактирования генома на основе CRISPR[26]
- 2016: Волны пространства-времени: первое наблюдение гравитационных волн[27]
- 2017: Космическая конвергенция: слияние нейтронных звёзд (см. GW170817)
- 2018: Секвенирование ДНК одиночных клеток
- 2019: Снимок тени черной дыры
- 2020: Вакцина против COVID-19
- 2021: Успех искусственного интеллекта в предсказании структуры белка[28]
- 2022: Телескоп Джеймс Уэбб[29].
- 2023: Препараты GLP-1 для лечения ожирения[30].
- 2024: Инъекционный препарат ленакапавир против ВИЧ[31].